# Bolivia i olympiska sommarspelen 1976
Bolivia deltog i de olympiska sommarspelen 1976 med en trupp bestående av fyra deltagare, samtliga män, vilka deltog i fem tävlingar i fyra sporter. Ingen av landets deltagare erövrade någon medalj.

## Cykling
Herrarnas linjelopp
- Marco Soria — fullföljde inte (→ ingen placering)

Herrarnas tempolopp
- Marco Soria — 1:14,480 (→ 26:e plats)

## Friidrott
Herrarnas maraton
- Lucio Guachalla — 2:45:31 (→ 60:e plats)

## Ridsport
- Roberto Nielsen-Reyes

## Skytte
- Jaime Sanchez